# John Wright (boxe anglaise)
Pour les articles homonymes, voir John Wright et Wright.
John Wright est un boxeur britannique né le 19 mai 1929 à Londres et mort le 12 juillet 2001.

## Carrière
Sa carrière amateur est principalement marquée par une médaille d'argent remportée aux Jeux olympiques d'été de 1948 à Londres dans la catégorie des poids moyens.

### Jeux olympiques
Médaille d'argent en -73 kg aux Jeux de 1948 à Londres.

## Référence
1. ↑  (en) Résultats des Jeux olympiques 1948 (amateur-boxing.strefa.pl)